# 三菱重工業サッカー部
三菱重工業サッカー部（みつびしじゅうこうぎょうサッカーぶ）は、かつて存在した日本のサッカークラブ。中日本重工業のサッカー部として創部した。呼称は三菱。Jリーグに加盟する浦和レッズの前身となったクラブである。
これとは別に女子チームの三菱重工業女子サッカー部も存在していた。

## 概要
創部は1950年だが、三菱重工は当時GHQの指令に従って、東日本重工業・中日本重工業・西日本重工業の3社に分割されており、そのうちの「中日本重工業サッカー部」としての創部である。当初は同好会であったが1952年に社名変更に伴い「新三菱重工業神戸サッカー部」となった。当時のチームの中心選手は岡野良定で、やがて岡野が選手兼任監督となり、生駒友彦、井上健、村田忠男ら関西学院大学体育会サッカー部出身者が次々と加入し強化が進んだ。岡野はサッカー部監督退任後も三菱自動車工業内で出世し、三菱グループ全体のスポーツを強力にバックアップし、後のサッカー部の重工から自動車移管や、Jリーグ参加にも関わった。1956年の全国都市対抗選手権では、当時95連勝と無敵を誇っていた田辺製薬を関西予選で下し、本大会でも快進撃。決勝では長沼健を中心とし岡野俊一郎らを補強した東京キッカーズに延長で敗れたが準優勝し、全国リーグ創設前の強豪クラブの一つとしての地位を確保した。
1958年、新三菱重工が本社を東京に移転したため、サッカー部選手の大半も東京に転勤して、三菱は東京のチームとなる。1964年、3社の再統合により社名が「三菱重工業」に変わり、チームも「三菱重工業サッカー部」となった。日本サッカーリーグ(JSL)では、1965年の創設時から参加しており、JSL通算最多勝利・通算最多勝ち点を記録する。また、古河（現ジェフユナイテッド市原・千葉）、日立（現柏レイソル）と並んで、丸の内御三家の一角を成し、リーグ運営の中心にあった。
1964年に行われた東京オリンピックでは片山洋、継谷昌三を日本代表へ輩出。1966年に、杉山隆一、横山謙三。翌年森孝慈らメキシコオリンピックで活躍する事となる選手達が加入した。これらの選手達は中心選手として後の栄光の時代を支えた。
日本サッカーリーグには1965年の創設時から参加したが、練習場所や練習時間の確保が難航。また当時は社業を最優先し選手達も様々な部署に所属していた為、合同練習する機会が少なく他のクラブの後塵を拝した。そこで監督の二宮寛、コーチの森健兒の計らいにより1967年に三菱重工川崎工場内に照明設備付きの専用グランドを確保するなど環境改善や選手の待遇改善（選手達を総務部に転属させた）に取り組み、それが功を奏し1970年代には多くのタイトルを獲得した。
1975年には三菱グループ創業100周年の記念事業の一環として東京都豊島区巣鴨に総合スポーツクラブ「三菱養和クラブ」が設立されたが、森健兒はこの事業に尽力している。また、同クラブのサッカースクールには三菱サッカー部OBが指導者として迎えられ、ユース年代の各大会で好成績を収めると共に多くの選手を輩出した。
1980年代以降はアマチュアからプロへと変化しようとする時代の流れに乗り遅れ、1986年に日本サッカー協会が導入したスペシャル・ライセンス・プレーヤー（ノンアマ）制度にも消極的 で、アマチュアリズムの牙城を頑なに守る保守派の代表的存在、読売クラブや日産自動車等のプロ志向のクラブに対し、「サラリーマン・サッカー」と揶揄される存在であった。
1980年代中盤には原博実や名取篤ら代表クラスの選手を擁し、1986-87、1987-88シーズンのJSLにおいて連続3位に入る健闘を見せながらも前述の様な保守的姿勢が災いし、遂に1988-89シーズンに2部に降格した。翌1989/90シーズンでは新人の福田正博（得点王：2部記録）や広瀬治（アシスト王：2部記録）などの活躍で1シーズンで1部復帰を果たした。
Jリーグ創設前の通算成績は、JSL優勝4回、天皇杯優勝4回。JSLは全27シーズン中26シーズンを1部で過ごし、その通算成績は460戦211勝117分け132敗、総得点682、総失点507。JSL1部を経験した全22チーム中最高の数字だった。
JSL1部への復帰直後の1990年に子会社の三菱自動車工業にチームを移管して「三菱自動車工業サッカー部」へと名称を変更した。そして従来のアマチュア至上主義を転換して、名門としてのプライドもあってプロリーグ参加へ名乗りを挙げる事になった。当初は江戸川区をフランチャイズに、江戸川区陸上競技場をホームスタジアムとして検討していたがスタジアムの改修（収容能力を1万5000人に改修）で交渉が難航し、紆余曲折の末、浦和市（現在のさいたま市）となった。
ユニフォームは当初は青を基調とした物を着用していたが、1970年代後半の横山監督時代に三菱グループのコーポレートカラーでもある赤を基調とした物へ変更された。
赤いシャツ、白いパンツ、黒いソックスのユニフォームは1991-92シーズン後半に登場し、浦和レッズとなった現在も受け継がれている。
なおレッズの経営はこれまで三菱自工が中心となっていたが、2016年11月に三菱自工保有の運営法人の株式を、新たに三菱重工・三菱自工の共同出資により設立された持株会社「ダイヤモンドF.C.パートナーズ（株）」 に譲渡。この持株会社を介する形で、三菱重工が実質的に30.8%（これとは別で、直接出資として1.25%相当・200万円相当 の資本関係あり）を保有する大株主となった。2017年からは三菱重工がレッズのユニホームスポンサー（Jリーグ公式戦は背中上、AFCチャンピオンズリーグでは胸）を務めている。

## 略歴

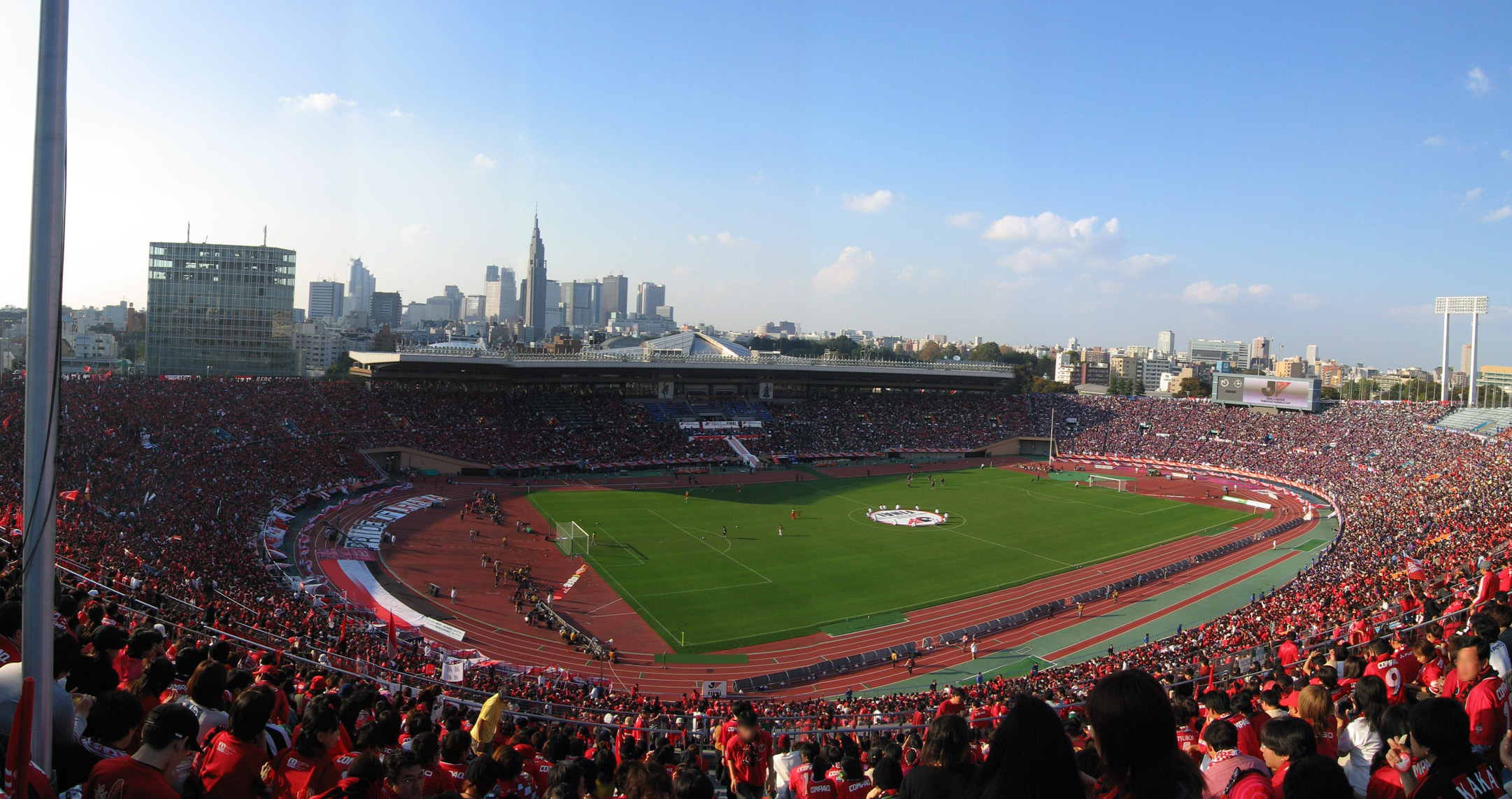
三菱重工業サッカー部がホームスタジアムの一つとして使用していた国立霞ヶ丘競技場陸上競技場

- 1950年　兵庫県神戸市にて、中日本重工業サッカー部として創部[10]
- 1952年　社名変更に伴い新三菱重工業神戸サッカー部へ名称変更
- 1958年　サッカー部を東京本社に移転。新三菱重工業サッカー部に名称変更
- 1964年　GHQにより分割されていた3社が合併し三菱重工業サッカー部へ名称変更
- 1965年　第1回日本サッカーリーグに参加
- 1978年　JSL、天皇杯、JSLカップの3冠を達成
- 1989年　JSL2部降格
- 1990年　JSL1部昇格、三菱自動車工業サッカー部へ名称変更

## 成績
| 年度    | 所属   | 順位 | 勝点 | 勝 | 分          | 敗 | 得点 | 失点 | 監督     |
| ------- | ------ | ---- | ---- | -- | ----------- | -- | ---- | ---- | -------- |
| 1965    | JSL    | 5位  | 9    | 4  | 1           | 9  | 24   | 39   | 岡野良定 |
| 1966    | JSL    | 4位  | 18   | 8  | 2           | 4  | 24   | 24   | 生駒友彦 |
| 1967    | JSL    | 3位  | 19   | 9  | 1           | 4  | 38   | 19   | 二宮寛   |
| 1968    | JSL    | 3位  | 18   | 7  | 4           | 3  | 25   | 18   | 二宮寛   |
| 1969    | JSL    | 優勝 | 24   | 10 | 4           | 0  | 29   | 8    | 二宮寛   |
| 1970    | JSL    | 2位  | 18   | 7  | 4           | 3  | 24   | 13   | 二宮寛   |
| 1971    | JSL    | 2位  | 18   | 7  | 4           | 3  | 32   | 12   | 二宮寛   |
| 1972    | JSL1部 | 4位  | 16   | 5  | 6           | 3  | 26   | 19   | 二宮寛   |
| 1973    | JSL1部 | 優勝 | 30   | 14 | 2           | 2  | 35   | 12   | 二宮寛   |
| 1974    | JSL1部 | 2位  | 25   | 11 | 3           | 4  | 37   | 18   | 二宮寛   |
| 1975    | JSL1部 | 2位  | 29   | 13 | 3           | 2  | 30   | 16   | 二宮寛   |
| 1976    | JSL1部 | 2位  | 22   | 9  | 4           | 5  | 28   | 16   | 横山謙三 |
| 1977    | JSL1部 | 2位  | 47   | 9  | 4PK勝 3PK敗 | 2  | 34   | 21   | 横山謙三 |
| 1978    | JSL1部 | 優勝 | 54   | 13 | 1PK勝 0PK敗 | 4  | 30   | 13   | 横山謙三 |
| 1979    | JSL1部 | 7位  | 32   | 5  | 5PK勝 2PK敗 | 6  | 16   | 20   | 横山謙三 |
| 1980    | JSL1部 | 4位  | 20   | 7  | 6           | 5  | 24   | 20   | 横山謙三 |
| 1981    | JSL1部 | 3位  | 24   | 10 | 4           | 4  | 24   | 16   | 横山謙三 |
| 1982    | JSL1部 | 優勝 | 23   | 10 | 3           | 5  | 27   | 16   | 横山謙三 |
| 1983    | JSL1部 | 6位  | 16   | 6  | 4           | 8  | 17   | 16   | 横山謙三 |
| 1984    | JSL1部 | 7位  | 15   | 6  | 3           | 9  | 22   | 33   | 大仁邦彌 |
| 1985    | JSL1部 | 7位  | 22   | 8  | 6           | 8  | 29   | 19   | 大仁邦彌 |
| 1986-87 | JSL1部 | 3位  | 28   | 9  | 10          | 3  | 23   | 14   | 大仁邦彌 |
| 1987-88 | JSL1部 | 3位  | 29   | 12 | 5           | 5  | 27   | 15   | 大仁邦彌 |
| 1988-89 | JSL1部 | 12位 | 14   | 1  | 11          | 10 | 14   | 27   | 大仁邦彌 |
| 1989-90 | JSL2部 | 優勝 | 70   | 22 | 4           | 4  | 89   | 25   | 斉藤和夫 |
| 1990-91 | JSL1部 | 10位 | 24   | 6  | 6           | 10 | 18   | 23   | 斉藤和夫 |
| 1991-92 | JSL1部 | 11位 | 21   | 5  | 6           | 11 | 25   | 40   | 斉藤和夫 |

## タイトル

### 国内タイトル
- JSL1部：4回
  - 1969, 1973, 1978, 1982
- JSL2部：1回
  - 1989-90
- JSLカップ：2回
  - 1978, 1981
- 天皇杯全日本サッカー選手権大会：4回
  - 1971, 1973, 1978, 1980
- スーパーカップ：3回
  - 1979, 1980, 1983

## 歴代監督
- 岡野良定　1950-1965
- 生駒友彦　1966
- 二宮寛　　1967-1975
- 横山謙三　1976-1983
- 大仁邦彌　1984-1989
- 斉藤和夫　1989-1992

## 三菱重工業サッカー部に所属した主な選手
- 大仁邦彌
- 犬飼基昭
- 横山謙三
- 森健兒
- 森孝慈
- 杉山隆一
- 山田（落合）弘
- 藤口光紀
- 原博実
- 斉藤和夫

- 福田正博
- 尾崎加寿夫
- 信藤健仁（克義）
- 川添孝一
- 広瀬治
- 名取篤
- 松本安司
- 田口光久
- 関口久雄
- オスバルド・サルバドル・エスクデロ

## 三菱重工と浦和レッズで異なる点
- 試合は、国立霞ヶ丘競技場陸上競技場、国立西が丘サッカー場などで開催されていた。
- 本社は東京都千代田区丸の内、練習場は東京都調布市の三菱重工調布グラウンド（現・三菱養和会調布グラウンド）を使用していた。